# Línea 12 (Tucumán)
La Línea 12 es una línea de colectivos urbana de San Miguel de Tucumán, Tucumán, Argentina. Esta es operada por Cerro Pozo U.T.E., conectando el noroeste con el centro y norte de la capital.

## Recorrido

### Ramal Barrio Municipal[1][2]
Av. Independencia y Diego de Rojas, por esta hasta Matheu, Alberto Rouges, Diag. 68/27 SO, Independencia, Gorriti, Florida, Diego de Rojas, Independencia, Lincoln, Av. Roca, Cnel. Zelaya, Pje. J. de Vera y Aragón, Constitución, General Paz, Buenos Aires, San Lorenzo, Entre Ríos, Monteagudo, Santiago del Estero, Laprida, Chile, Av. Rep. de Siria, Méjico, Av. Rep. del Líbano, Pje. Chazarreta, San Miguel, E. Castelar, Paso de los Andes, Pje. Chazarreta, Av. Rep. del Líbano, Venezuela, Av. Rep. de Siria, Bolivia, 25 de Mayo, Santa Fe, Rivadavia, Marcos Paz, Salta, Jujuy, Las Piedras, Cnel. Zelaya, Av. Independencia hasta D. de Rojas.

### Ramal Barrio Smata 2[3][4]
Lidoro Quinteros y Benigno Vallejo, por esta hasta Pedro L. Gallo, Eudoro Aráoz, Vicente Gallo, Olleros, Pablo Rojas Paz, Américo Vespucio, Rufino Cossío, Lavaisse, Pedro L. Gallo, Av. Independencia, Constitución, Av. Roca, Av. Alem, Lavalle, Buenos Aires, San Lorenzo, Entre Ríos, Monteagudo, Santiago del Estero, Salta, Jujuy, Las Piedras, Av. Alem, Av. Roca, Lincoln, Alsina, Diego de Rojas, Av. Independencia, Pedro L. Gallo, Matheu, Vicente Gallo, Lavaisse, Rufino Cossío, Américo Vespucio, Rojas Paz, Olleros, Vicente Gallo, Eudoro Aráoz, Lidoro Quinteros hasta Benigno Vallejo.

## Lugares de Interés
- Plaza Urquiza
- Plaza Belgrano
- Plaza San Martín
- Plaza Los Decididos de Tucumán
- Club Central Córdoba